# St. Nikolaus (Pfraunfeld)

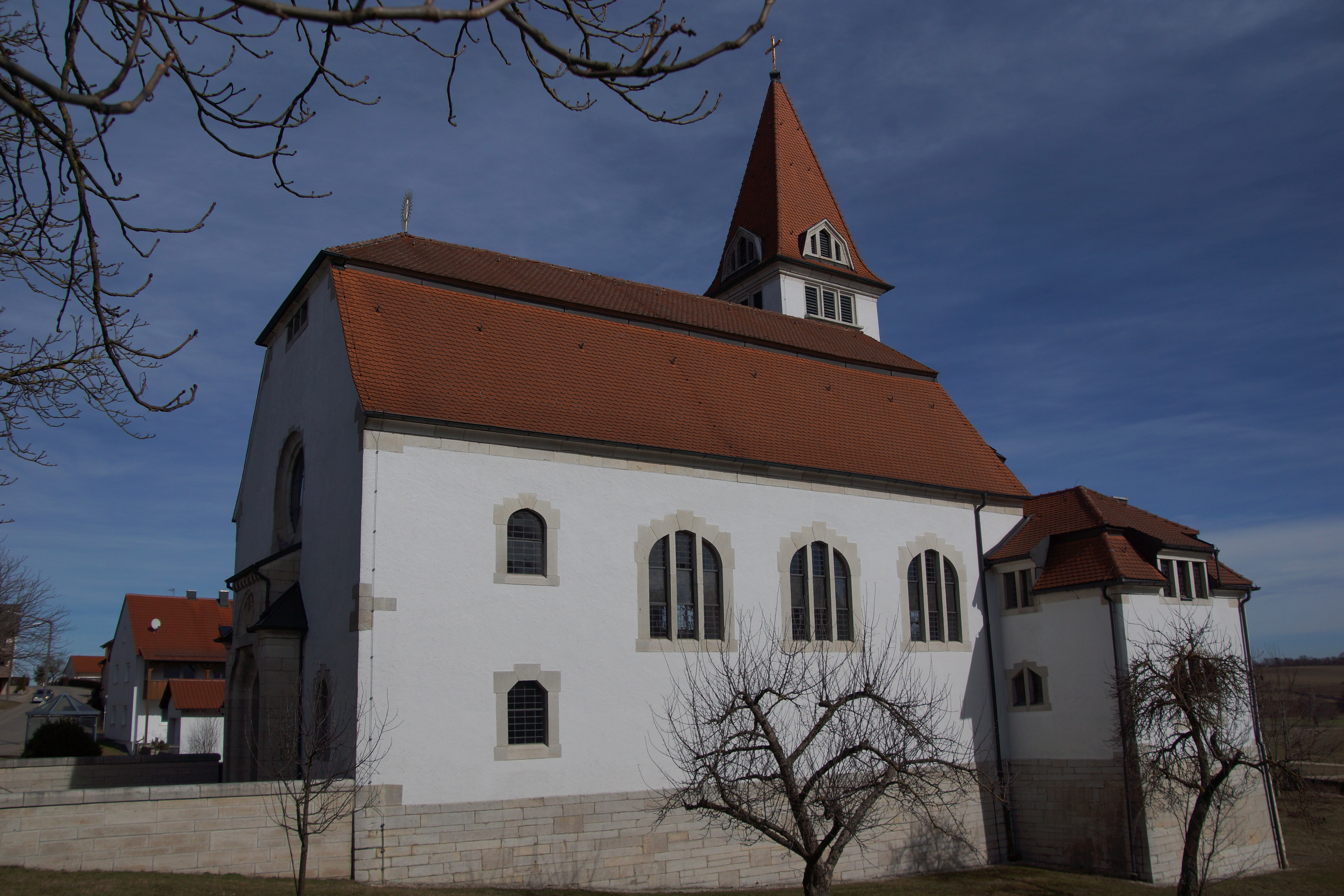
Kirche St. Nikolaus in Pfraunfeld

Die St.-Nikolaus-Kirche ist eine römisch-katholische Kirche in Pfraunfeld, einem Gemeindeteil der Gemeinde Burgsalach im mittelfränkischen Landkreis Weißenburg-Gunzenhausen. Die dem Heiligen Nikolaus von Myra geweihte Pfarrkirche gehört zum Bistum Eichstätt und ist unter der Denkmalnummer D-5-77-120-16 als Baudenkmal in die Bayerische Denkmalliste eingetragen. Die postalische Adresse lautet Dorfstraße 8.
Die Kirche befindet sich am Rand des Ortskerns auf einer Höhe von 557 m ü. NHN. Die Saalkirche mit Chorflankenturm wurde in historisierenden Formen von Friedrich Niedermayer von 1910 bis 1911 errichtet. Die neunregistrige Orgel stammt aus dem Jahr 1923 und wurde von der Firma Steinmeyer erbaut.